# زبان‌شناسی آموزشی
زبان شناسی آموزشی(به انگلیسی: Educational linguistics) یا بنابر تعبیرات و توصیفاتی آموزش زبان شناسانه(به انگلیسی: Linguistic education) یکی از زیرشاخه‌‌ها یا میان درون رشته های حوزه زبان شناسی است. آموزش خود علم زبان شناسی تحت عنوان رشته آکادمیک با این شاخه تفاوت های نسبتاً زیادی دارد و نباید این دو را با یکدیگر اشتباه گرفت.
گرچه شباهت های سطحی و میانی این علوم نیز کم نیستند. توصیف این علم چنین است که:با استفاده از علم زبان شناسی بتوان به آموزش و پرورش بهتری دست یافت و از اصول آن در جهت یادگیری بهتر استفاده کرد.
از دیرباز تاکنون زبان به همراه ابزارها و شبه‌ابزارهای آن مانند صرف و نحو برای ارائه‌ آموزش بهتر در ذهن انسان خطور کرده بود و همواره ارزش فنون بیانی نیز برای آموزش بهتر علوم مختلف در دستور کار قرار داشت. همه کلمات و عبارات و جملات و بندها باید برای آموزش سنجیده شوند. اینکه از کدام واژگان و عبارات یک زبان مثلا فارسی نوین معیار امروزی که به صورت گسترده‌ای در ایران تکلم می شود همراه یا غیر همراه با گویش ها و لهجه های امروزه و البته با توجه به جغرافیای زبانی که از پارسی باستان شروع شده، در امتداد زبان پهلوی، زبان دری و فارسی ازبکی و تاجیکی و حتی معرب(آمیخته با عربی) و نیز ورود واژگان از بسیاری از دیگر زبان‌ها در سده های اولیه و میانه تاریخی ایران برای آموزش قابل فهم و درک تر برای مخاطبان که غالباً در سنین پایین قرار دارند، بعنوان مثال؛ دانشجویان علم مدیریت با چگونه زبانی خیلی بهتر بهره آموزشی می برند. در این حیطه پرسش هایی ایجاد می گردند، 
- آیا در اساس و بنیان خود واژه مدیریت برای توصیف این علم بهترین واژه است؟

هر کدام از کلمات بالا می تواند تغییر زبانی یابد، تقلیل و تغییرات گوناگون پیدا کند تا بعنوان شاید یک محصول زبانی عالی جهت آموزش بکار رود.
- آیا در بن و ریشه خود کلمه مُدَبِّریَّت برای توضیح این دانش بهترین کلمه است؟

به نظر هر دانشجو و دانش‌پژوهی یکی از دو جمله مذکور قابل فهم و یادگیری سریع و صریح تر است. دکترین زبان شناسی نظر قطعاً عالی تری ارائه می دهند.
برای تقلیل آن جملات نیز می توان از جمله زیر استفاده کرد:
- در ریشه خود واژه مدیریت برای توصیفش بهترین واژه است؟!

تقلیل جمله گرچه بسیار خوب به نظر می رسد اما این تقلیل اگر قابلیت یادگیری سریع را افزایش دهد سودمند می‌باشد.